# Hữu Phương
Nguyễn Hữu Chí (1931-1988) nguyên là một tướng lĩnh Hải quân của Quân lực Việt Nam Cộng hòa, cấp bậc Chuẩn tướng. Ông xuất thân từ những khóa đầu tiên tại trường sĩ quan Hải quân Nha Trang. Chức vụ cuối cùng của ông là Phụ tá Tư lệnh Hải quân đặc trách Hành quân Lưu động biển kiêm Tư lệnh Lực lượng Đặc nhiệm Duyên phòng 213, hải hàm Phó Đề đốc. Ngoài ra, ông còn được biết với bút danh Hữu Phương, từng xuất bản nhiều tập thơ với chủ đề về biển tại miền Nam Việt Nam trước năm 1975.

## Tiểu sử và Binh nghiệp
Ông sinh vào tháng 11 năm 1931, trong một gia đình điền chủ khá giả theo đạo Công giáo tại Bến Tre, miền Nam Việt Nam. Thời trẻ, ông theo học Trung học Đệ nhất cấp tại Mỹ Tho, được cấp văn bằng Thành Chung. Sau đó, ông lên học Trung học Đệ nhị cấp chương trình Pháp tại Sài Gòn. Năm 1950 tốt nghiệp với văn bằng Tú tài bán phần (Part I). Năm 1951 ông theo học trường Hàng hải Thương thuyền ở Sài Gòn, tốt nghiệp và phục vụ ở ngành này cho đến khi gia nhập quân đội.

## Quân đội Quốc gia Việt Nam

### Phục vụ trong Hải đoàn Xung phong
Giữa năm 1953, ông cùng với một số viên chức ngành hàng hải thi tuyển và nhập ngũ vào lực lượng hải quân của Quân đội Quốc gia Việt Nam vừa mới thành lập. Ông được cử theo học khóa 3 tại trường Sĩ quan Hải quân Nha Trang, khai giảng vào tháng 7 năm 1953. Tháng 1 năm 1954 mãn khóa tốt nghiệp với cấp bậc Hải quân Thiếu úy thuộc ngành chỉ huy. Giữa năm 1954, ông được điều động về phục vụ tại Hải đoàn Xung phong (Divisions Navales d'Assaut) số 21 đóng ở Mỹ Tho dưới quyền chỉ huy trưởng của Hải quân Thiếu tá Lê Quang Mỹ. Bấy giờ, quân Pháp đã thất trận tại Điện Biên Phủ.
Tháng 8 năm 1955, Thiếu tá Lê Quang Mỹ được Thủ tướng Ngô Đình Diệm bổ nhiệm giữ chức vụ Phụ tá Hải quân. Ông được đưa về làm Trưởng phòng 1 (Phòng Nhân viên), ban đầu đóng ở trại Cửu Long và sau đó dời về trại Bạch Đằng.

## Quân đội Việt Nam Cộng hòa
Năm 1955, sau khi chính thể Việt Nam Cộng hòa được thành lập, ông được chuyển sang phục vụ cơ cấu mới. Giữa năm 1957, ông được thăng cấp Hải quân Trung úy tại nhiệm, sau đó được cử đi du học 1 năm tại Trường U.S. Naval Post Graduate School (General Line) của Hải quân Hoa Kỳ tại Monterey, bang California.
Hạ tuần tháng 10 năm 1961, ông được thăng cấp Hải quân Đại úy tại nhiệm. Một năm sau ông được giao nhận lãnh Hải vận hạm Tiền Giang HQ-405 do Hải quân Hoa Kỳ chuyển giao lại cho Hải quân Việt Nam Cộng hòa.
Đầu năm 1964, rong cuộc chỉnh lý tại Việt Nam Cộng hòa 1964, lực lượng Hải quân dưới quyền Đại tá Chung Tấn Cang đã ủng hộ tướng Nguyễn Khánh truất quyền các tướng lãnh trong Hội đồng Quân nhân Cách mạng để giành quyền lãnh đạo. Tháng 3 năm 1964, ông được thăng cấp Hải quân Thiếu tá tại nhiệm, được bổ nhiệm làm Chỉ huy trưởng Lực lượng Hải tuần. Đầu năm 1966, ông được bổ nhiệm làm Chỉ huy trưởng Hải quân Vùng 4 Duyên hải (Phú Quốc).
Tháng 6 năm 1968, ông được thăng cấp Hải quân Trung tá và được cử đi du học lớp chỉ huy tại trường Hải chiến, Hoa Kỳ (The US Naval War College, Newport, Rhode Island). Tháng 3 năm 1969 về nước, ông được bổ nhiệm làm Tư lệnh Lực lượng Duyên phòng (CTF-213) đóng tại Cam Ranh. Ngày 1 tháng 8 năm 1970, ông được thăng cấp Hải quân Đại tá tại nhiệm. Giữa năm 1971, ông được cử đi học khóa Cao đẳng Quốc phòng.
Giữa năm 1972, Bộ Tư lệnh Hải quân Hành quân Lưu động Biển được thành lập. Ông được bổ nhiệm vào chức vụ Phụ tá Tư lệnh Hải quân đặc trách Hành quân Lưu động biển. Tháng 11 năm 1972, ông được thăng cấp Chuẩn tướng, hàm Phó Đề đốc tại nhiệm kiêm Tư lệnh Lực lượng Đặc nhiệm Duyên phòng 213.
Thời gian giữ chức Phụ tá Tư lệnh Quân chủng Hải quân, ông đã trải qua các vị Tư lệnh: Đề đốc Trần Văn Chơn, Đề đốc Lâm Ngươn Tánh và Phó Đô dốc Chung Tấn Cang

## Văn nghiệp
Ông bắt đầu làm thơ vào cuối thập niên 1950, chủ yếu với chủ đề về biển. Mãi đến thập niên 1960, ông bắt đầu cho xuất bản những tập thơ của mình với bút danh Hữu Phương. Tác giả Nguyễn Đình Tuyến đã bình thơ của Hữu Phương cùng với những tác giả quen thuộc hơn như Bùi Giáng, Cung Trầm Tưởng, Thanh Tâm Tuyền: "Giữa những nhà thơ trẻ hiện đại, Hữu Phương là hình ảnh của trùng dương, biển cả, của xứ mênh mông bát ngát đang bủa vây chung quanh đất tổ của chúng ta, đang bủa vây quanh tất cả lục địa của loài người.".

### Tác phẩm
1. Luống biển (1962)
2. Tâm sự người đi biển (1963)
3. Neo tuổi vàng - Nhà Văn VN xuất bản, Saigon (1967)
4. Kiếp lưu đày I, II và III - bản thảo viết ở Hoa Kỳ, chưa xuất bản

## 1975 và cuộc sống lưu vong
Đầu năm 1975, trước sức tấn công của lực lượng vũ trang Cộng sản, Quân lực Việt Nam Cộng hòa tan rã phần lớn và chính thể Việt Nam Cộng hòa đứng bên bờ vực của sự sụp đổ. Đêm 29 tháng 4 năm 1975, ông cùng gia đình di tản ra khơi trên Tuần dương hạm Trần Quang Khải HQ-2. Sau đó, ông được Chính phủ Mỹ cho sang định cư tại Tiểu bang Virginia, Hoa Kỳ.
Ngày 28 tháng 6 năm 1988, ông từ trần tại Paix Hospital, Washington D.C, Hoa Kỳ. Hưởng dương 57 tuổi.